# 加拉洛
加拉洛（法語：Garalo），是馬里的城鎮，位於該國南部，由錫卡索區的布古尼省負責管轄，面積673平方公里，海拔高度349米，2009年人口38,900，人口密度每平方公里58人。